# جیردخان (بردع)
جیردخان (به لاتین: Cırdaxan) یک منطقهٔ مسکونی در جمهوری آذربایجان است که در شهرستان بردع واقع شده‌است.